# Costo sociale
I costi sociali hanno origine dai danni che lo svolgimento di un'attività economica (come la produzione o la vendita di un bene o la prestazione di un servizio) è in grado di arrecare a singoli individui o alla collettività nel suo complesso, qualora questi non ricevano un risarcimento o un indennizzo per il danno subìto. In entrambi i casi, si tratta di soggetti terzi, estranei all'attività di produzione o al rapporto contrattuale sottostante alla cessione del bene o alla prestazione del servizio.
I costi sociali non rientrano tra quelli considerati dalla teoria della scelta razionale, secondo la quale i processi decisionali messi in atto dall'individuo nascerebbero da un'autonoma ponderazione tra costi e profitti che gli deriverebbero dall'effettuazione della scelta. In questo processo di scelta, infatti, l'individuo non tiene conto dei costi che, pur derivanti dalle sue decisioni, ricadono su altri soggetti.

## Esempio
Il concetto viene solitamente spiegato rifacendosi a un classico esempio proposto da Arthur Cecil Pigou, in cui una locomotiva a vapore che attraversa una piantagione  emettendo scintille che sono all'origine di un incendio (per intendere bene il senso dell'esempio proposto da Pigou, occorre considerare che nel Regno Unito, all'epoca di Pigou, la compagnia ferroviaria, a certe condizioni, era tenuta immune da ogni responsabilità per danni di questo tipo arrecati a terzi). In questo caso, il danno inflitto dall'incendio configura un costo che viene sostenuto da altri: nel caso della piantagione, il costo ricade su un privato, il proprietario della piantagione, che ne sosterrà forzatamente l'onere pur essendo totalmente estraneo alla transazione commerciale che ha dato origine al danno; nel caso del bosco, il danno consisterà nell'impatto ecologico conseguente alla sua distruzione, e il relativo costo ricadrà, pertanto, sull'intera collettività).

## Definizione
I costi sociali sono definiti come la somma dei costi privati e dei costi esterni (o esternalità). I costi esterni sono spesso di natura non monetaria e, in generale, sono difficili da quantificare in termini monetari. Basti pensare al danno ecologico prodotto dall'incendio, o all'inquinamento ambientale proveniente da attività produttive, o all'inquinamento acustico derivante da un'attività industriale o da un esercizio commerciale, ecc. In ogni caso, i costi esterni non sono normalmente inclusi nel corrispettivo richiesto al cliente per il bene o il servizio e rimangono quindi "esterni" al meccanismo di formazione dei prezzi sul mercato. Si parla di esternalità negative quando i costi sociali superano i costi privati. In linea teorica, può darsi anche il caso opposto, delle esternalità positive, in cui i benefici sociali sono superiori a benefici privati. Per esempio, un gruppo di individui può sostenere un costo per ricevere servizi educativi, ma i benefici della loro istruzione si riverberano, indirettamente, sull'intera società che, d'altro canto, non sostiene alcun costo: il beneficio goduto dalla società nell'avere un popolo più istruito è un'esternalità positiva. In entrambi i casi, gli economisti parlano di fallimento del mercato perché tali esternalità manifestano un'inefficienza nell'allocazione delle risorse.

## Soluzione pigouviana
La soluzione suggerita da Pigou, da lui elaborata negli anni venti, si rivolge a rimedi istituzionali, attraverso gli strumenti coercitivi del diritto amministrativo: le imprese sono costrette a farsi carico dei costi sociali attraverso l'imposizione di tasse, canoni, o il riconoscimento di sussidi.
L'approccio proposto da Pigou, basato sull'intervento statale e sull'adozione di strumenti collettivi di tasse e sussidi (taxes and bounties), è stato sottoposto a un'analisi critica. In realtà, già prima della proposta di Pigou erano state espresse profonde riserve sulla possibilità di far fronte a problemi di tal sorta con strumenti, come "tasse e sussidi", la cui efficacia dipende dal grado di conoscenza, irrimediabilmente imperfetta, del sistema complesso e incerto costituito da quelle che in teoria economica si definiscono esternalità.

## Approccio interdisciplinare di Ronald Coase
Il "primo poderoso attacco" alle tesi di Pigou, si deve, negli anni sessanta, al lavoro teorico di Ronald Coase, economista inglese della scuola di Chicago, futuro Premio Nobel per l'economia nel 1991, importante rappresentante di quella corrente che è stata detta dell'analisi economica del diritto, perché si muove su terreno di interdisciplinarità tra i due ambiti disciplinari.
Coase analizzò gli esempi proposti da Pigou a cui egli aggiunse l'esame di altri casi di studi attinti dai casebook americani, esprimendo il suo approccio critico nel suo celebre saggio, Il problema del costo sociale, in cui mostrò come l'analisi del problema delle esternalità potesse essere ricondotta nell'ambito di utilizzabilità delle categorie del diritto.

## Un esempio di applicazione: il costo sociale degli incidenti stradali
Secondo le stime più recenti fornite dal Ministero delle Infrastrutture e dei Trasporti, il costo sociale degli incidenti stradali in Italia può essere quantificato nei seguenti termini (i dati si riferiscono all'anno 2018):
- Ogni decesso causato da un incidente stradale comporta un costo sociale di 1.812.989 euro;
- Ogni ferimento causato da un incidente stradale si traduce in un costo sociale di 45.210 euro;
- Inoltre, ogni incidente stradale genera un costo sociale aggiuntivo di 12.394 euro, indipendentemente dal numero di morti o feriti coinvolti.

Questi valori sono calcolati secondo la Metodologia per il calcolo del costo sociale degli incidenti stradali sviluppata dal Ministero delle Infrastrutture e dei Trasporti, elaborata nel novembre 2022 e pubblicata nel febbraio 2023. 
Moltiplicando questi costi per il numero totale di incidenti con danni alle persone che si verificano annualmente in Italia, si ottiene il costo sociale annuo degli incidenti stradali nel Paese, stimato per il 2022 pari a circa 18 miliardi di euro.